# 균일 색칠
| 111                                     | 112 | 123 |
| --------------------------------------- | --- | --- |
| 육각형 타일링은 3가지 균일 색칠이 있다. |     |     |

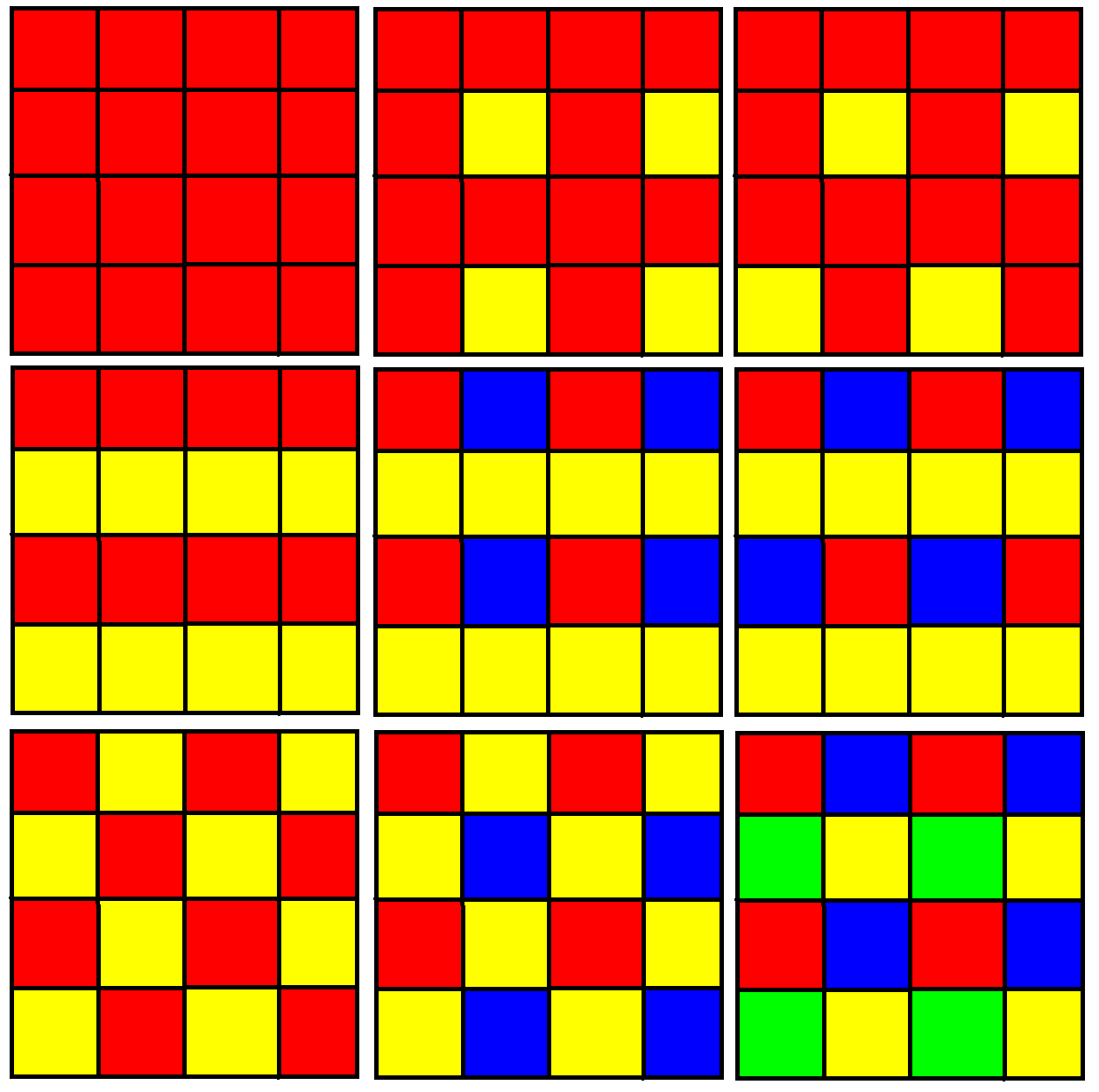
사각형 타일링은 9가지의 균일 색칠이 있다:
1111, 1112(a), 1112(b),
1122, 1123(a), 1123(b),
1212, 1213, 1234.

기하학에서, 균일 색칠은 고른 도형(고른 타일링 또는 고른 다면체)의 점추이로 색칠할 수 있는 속성이다. 다른 종류의 대칭이 다른 균일한 색상 패턴을 따르는 면을 가지는 동일한 기하학적 도형에서 나타날 수 있다.
고른 색칠은 꼭짓점 도형에 다른 색을 나열하여 정의된다.

## n-균일 도형
게다가, n-균일 색칠은 집약적으로 점추이인 n종류의 꼭짓점 도형을 가지는 고른 도형의 속성이다.

## 아르키메데스 색칠
관련된 용어인 아르키메데스 색칠은 한 꼭짓점 도형 색칠이 주기적인 배열에서 나타나야 한다. A더 일반적인 용어는 k가지의 구분되는 꼭짓점 도형을 가지는 k-아르키메데스 색칠.
예를 들면 삼각형 타일링의 아르키메데스 색칠(왼쪽)은 두 가지 색을 가지고, 대칭 위치에 4색을 사용하면 2-균일 색칠이 된다(오른쪽):
| 1-아르키메데스 색칠 111112 | 2-균일 색칠 112344 와 121434 |

## 참조
- Grünbaum, Branko; Shephard, G. C. (1987). 《Tilings and Patterns》. W. H. Freeman and Company. ISBN 0-7167-1193-1. Uniform and Archimedean colorings, pp. 102–107